# Trnovo (Bitola)
Trnovo (macedónul: Трново) település Észak-Macedóniában, a Pelagonijai körzet Bitolai járásában.

## Népesség
| Lakosok száma | 309  | 306  | 292  | 347  | 336  | 300  | 299  | 278  | 263  |
|               | 1948 | 1953 | 1961 | 1971 | 1981 | 1991 | 1994 | 2002 | 2021 |

2002-ben 278 lakosa volt, akik közül 146 macedón, 82 albán, 48 vlach, 1 szerb, 1 egyéb.